# 그루브 메탈
그루브 메탈(Groove metal)은 판테라 등으로 대표되는 헤비 메탈의 한 장르 리듬감을 중시하는 메탈 뮤직이다

## 같이 보기
- 뉴 웨이브 오브 아메리칸 헤비 메탈